# 楊麗花

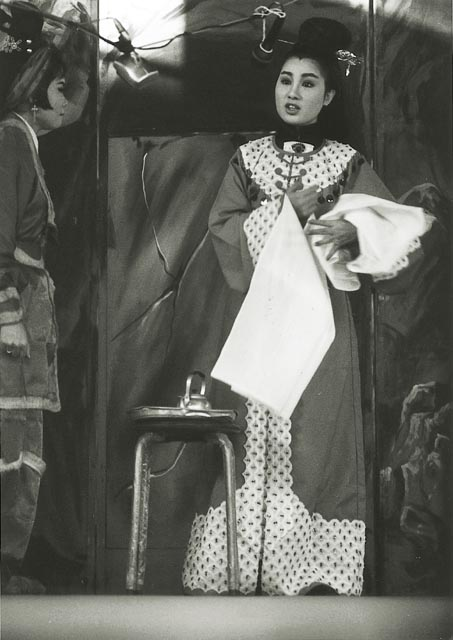
跟著母親到高雄唱戲的楊麗花

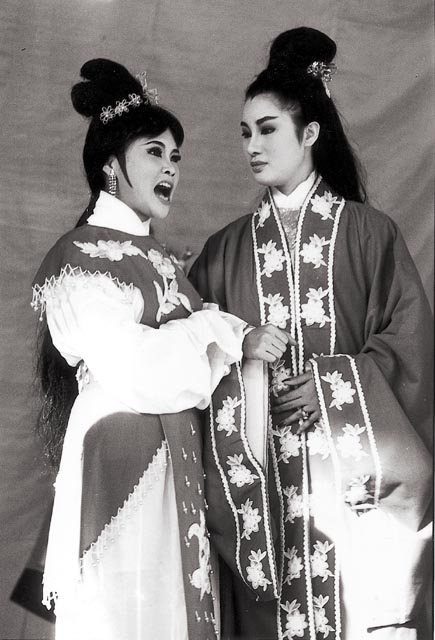
未成名的楊麗花，跟著母親到高雄唱戲的鏡頭

楊麗花（1944年10月26日—），本名林麗花，乳名阿洛，臺灣宜蘭縣員山鄉人，臺灣歌仔戲藝人、電視與電影女演員、歌仔戲戲劇製作人。其夫婿為台灣骨科醫生、前立法委員洪文棟。告別舞臺多年，2016年正式宣告復出，2022年10月獲得第33屆傳藝金曲獎戲曲表演類特別獎，2024年2月21日榮獲教育部頒發「推廣本土語言傑出貢獻獎」。
從1947年就上台演出的她，在1950年代至1960年代成為知名的野臺戲演員，也是台灣「電台歌仔戲」、「電視歌仔戲」的創始者。她於1970年代所組成的「台視歌仔戲團」不僅讓歌仔戲於電視新媒體得以流傳，也培養諸如陳亞蘭、紀麗如、潘麗麗、簡嘉伶、葉麗娜等歌仔戲名伶；和柳青、葉青、小明明並列歌仔戲四大小生。
楊麗花的歌仔戲演出，絕大部分為女扮男裝；這不但是她的演出特色，也是台灣歌仔戲的特色。楊麗花雖為宜蘭人，但其演戲使用臺語時並不使用宜蘭腔，而用臺北腔。

## 經歷

### 童星階段
生於1944年的楊麗花，家中排行老二，上有哥哥（林勝），下有兩個弟弟（林明正、林明亮）及兩個妹妹（林麗香、林麗貞）。並沒有接受任何正規學校教育。1947年起，楊麗花加入母親楊好所在的台灣宜蘭知名歌仔戲劇團「宜春園」。1950年，楊麗花與母親於戲院和外臺演出由該劇團所製演的《安安趕雞》；該戲不但是楊麗花首次擔綱演出，也因為楊麗花精湛演出而獲得一般好評。
1940年代末期，歌仔戲仍為全台灣最受歡迎的娛樂或戲劇，因此楊麗花以《安安趕雞》這齣戲劇裡面的演出名字「小安安」（台灣話為「翁安落」）聞名。「翁安落」這個名字，仍為60歲以上歌仔戲戲迷所熟悉。
1957年，13歲的楊麗花正式成為「宜春園」歌仔戲劇團的成員，所有演出均為「女扮男裝」小生演出。因為她扮相美，不但迅速成為該團的台柱，隨後的1961年更以《陸文龍》一劇走紅全台灣。這齣戲也奠定她成為「台灣歌仔戲第一小生」的名號。

### 內臺戲與電影歌仔戲
1962年，楊麗花被「賽金寶歌劇團」挖角，除了繼續以小生扮相於歌仔戲界受到觀眾歡迎外，也連同該劇團於當時的台語電影風潮推動下，在1960年代期間演出十數部歌仔戲台語電影。比較值得一提的是，這時期楊麗花還以「女裝」扮相，於借用30年代台語歌謠歌名拍攝而成的政令電影「望春風」擔綱擔任「女主角」。在1968年與素有「急智歌王」之稱的男藝人張帝，共同演出徐守仁所執導的黑白台語電影「張帝找阿珠」，片中飾演「惠珠」一角；1972年以「安平追想曲」一曲改編成的電影「回來安平港」飾演女主角「阿金」，這些是楊麗花極為罕見的女裝演出。
這階段的楊麗花的演出重心，已從1950年代末期的野臺戲轉為戲院演出的內臺戲。許多戲院甚至為了楊麗花，把本來放映電影的戲院，改裝成適合歌仔戲演出的舞台。

### 電台與電視演出
1965年，楊麗花加入台北「正聲天馬歌劇團」，該劇團時為正聲廣播公司的子劇團。楊麗花的歌仔戲電台演出，雖不是歌仔戲界的第一，但是以「倍思調」、「慢頭」、「慢尾」、「大哭」等等傳統老曲調獲得各界的矚目。同年，甫開播不久的台灣電視公司（台視）看中楊麗花可能帶來的電視廣告收益，特地邀請楊麗花參與演出。而演出戲碼為《精忠岳飛》的楊麗花，以女生身分扮演岳飛，也立即獲得電視觀眾的喜愛，不但使《精忠岳飛》成為台灣無線電視史上第二齣轟動的電視歌仔戲（第一齣為1962年演出的《雷峰塔》），也使楊麗花成為繼廖瓊枝與何鳳珠之後的第三位電視歌仔戲藝人。事實上，楊麗花也是這三個人當中最活躍的一位。
1969年，累積數十檔電視歌仔戲主角與製作經驗的楊麗花成為「台視歌仔戲團」團長，正式將演出重心轉移到無線電視。

### 黃金時期
1971年，台灣無線電視從黑白邁入彩色。第一齣彩色電視歌仔戲《相思曲》，正是由楊麗花與小艷秋主演。
1972年台灣電視公司為振興民間藝術歌仔戲，吸收了台視、中視、金龍、華夏劇團的精英，組成了「台灣電視聯合歌劇團」；被網羅的歌仔戲名伶除了「台視團」的楊麗花、青蓉、許秀年、吳翠娥、吳梅芳、葉文瓊、許仙姬、李如麟、尤添義、柯美惠等人外，還有原屬「中視團」的王金櫻、黃香蓮、高玉珊以及在中視演出的「金龍團」葉青等人。
這個以楊麗花為中心的台視歌仔戲團，連同知名歌仔戲編劇狄珊，以新穎的服裝，緊湊的劇情，加上廢除武場現場演出與加強音效等因素，納入了新生代的歌仔戲戲迷。同時也網羅有歌仔戲基礎的演員加入助陣；如1979年拍攝《蓮花鐵三郎》時，網羅了早期曾經參加過王明山歌仔戲團、卻靠連續劇在電視走紅的司馬玉嬌。
1980年代是楊麗花與電視歌仔戲的黃金時期，這時期讓楊麗花成為台灣歌仔戲的同義詞。而此間代表作有《俠影秋霜》、《蓮花鐵三郎》、《青山綠水情》、《龍鳳再生緣》、《薛平貴》、《鐵扇留香》、《情海斷腸花》、《薛丁山》、《西江月》、《恩怨情天》、《薛仁貴征東》、《白衣童子》、《梁山伯與祝英台》、《洛神》、《狸貓換太子》、《風流才子唐伯虎》、《年羹堯新傳》、《花月正春風》、《孫臏下山》、《朱洪武》、《王文英與竹廬馬》與等戲碼，總名《楊麗花歌仔戲》。
1994年8月27日，楊麗花正式宣布結束與台視的合作關係。她表示，與台視合作30年來，她從無二心；但台視發函說往後要收回著作權，「我是個創作者，一向最重視版權」，與台視就著作權問題溝通無效，所以決定脫離台視。
電視歌仔戲原本就是藝術包裝的商品，它和所有的電視節目一樣是靠著廣告的支持而生存的，商業與本土藝術的結合或多或少會產生一些令人詬病的問題。但是楊麗花藉由科技之利、傳播之便，讓傳統歌仔戲得以在中華民國政府不重視的情況下留存，讓歌仔戲脫離「外台」與「內台」的侷限，這是楊麗花對台灣歌仔戲的重大貢獻。

### 重回舞台
1990年代，解嚴後的台灣允許世界各國影視娛樂進入，加上有線電視興起，依賴台灣無線電視產業生存的楊麗花電視歌仔戲漸次沒落。楊麗花之後的小生接班人，也無法接續楊麗花的氣勢。這些因素導致楊麗花所組成的台視歌仔戲團無法繼續1970年代、甚至1980年代的台灣歌仔戲榮景。
雖然如此，楊麗花仍繼續培養新人；並將表演觸角重新伸出大型舞台，這裡面以1991年、1995年、2000年與2007年於國家戲劇院推出《呂布與貂蟬》、《雙槍陸文龍》、《梁祝》與《丹心救主》為其代表作。2012年，楊麗花與愛徒陳亞蘭在台北小巨蛋合作演出《楊麗花終極大戲-薛丁山與樊梨花》，結合電腦投影特效，將歌仔戲提升至另一種新的層次。
結束與台視的合作關係後，楊麗花擔任麗花傳播股份有限公司總經理，掌握了一部份的楊麗花歌仔戲的版權。
2016年3月23日，《台灣壹週刊》報導，楊麗花及其夫洪文棟已分居並協議離婚，原因是洪文棟把家產只分給前妻的4個小孩；同日，楊麗花與洪文棟發出聲明稿駁斥，此報導全屬編造虛構，請《台灣壹週刊》儘速更正；同日，導演邱瓈寬說，楊麗花與洪文棟感情很好、沒有財產問題，楊麗花一直把洪文棟的小孩當成自己的小孩；同日，《台灣壹週刊》執行副總編輯宋筱玲回應，尊重楊麗花與洪文棟的主張，「我們有我們的新聞來源」，目前沒有打算更正報導。

## 作品

### 黑膠唱片有聲劇
- 1969年5月20日初版，《人情悲劇金唱片：安平追想曲》－台語版本，企劃－許丙丁，編劇－鄭志峰，原作、作曲、編曲、指揮－許石。演唱、主演－楊麗花，合演－魏少朋、廖軍達、鄭志峰、玉惠、美雪[6]。

### 電視歌仔戲（黑白）
1966年：
- 《精忠報國》
- 《雷峰塔》
- 《王寶釧》

1967年：
- 《鎖麟囊》
- 《八賢王游湖》
- 《天官賜福》
- 《三笑姻緣》
- 《商輅斬文禧》
- 《一文錢》
- 《牙痕記》
- 《丁姑告狀》
- 《千里送京娘》
- 《韓信》
- 《三娘教子》
- 《陳三五娘》
- 《孫龐演義》
- 《路遙知馬力》

1968年：
- 《喬太守亂點鴛鴦譜》
- 《天作良緣》
- 《傻公子》
- 《巫山風雲》
- 《二度梅》
- 《宋宮秘史》
- 《安邦定國志》
- 《王文英認親》
- 《白紙告狀》
- 《妙女婿》
- 《子母錢》

1969年：
- 《薛仁貴》
- 《劉備招親》
- 《三對佳偶》
- 《蓮花庵》
- 《江山美人》
- 《蜜蜂計》
- 《薛仁貴續集》
- 《孟麗君》
- 《西廂記》
- 《王寶釧》
- 《打金枝》
- 《義薄雲天》
- 《白蛇傳》

1970年：
- 《同命鴛鴦》
- 《販馬記》
- 《情鎖斷腸紅》
- 《錯中緣》
- 《鴛鴦淚》
- 《蟠龍鏡》
- 《七劍會金龍》
- 《夢斷劍嶺》
- 《浮雲遮月》
- 《四美圖》
- 《萬花彩船》
- 《紅樓夢》

### 電視歌仔戲（彩色）
1971年：
- 《相思曲》
- 《情恨青天》
- 《春花朵朵香》
- 《琵琶環》
- 《紫玉獅》
- 《血書留痕記》
- 《馴夫記》
- 《送鳳冠》
- 《錯中緣》
- 《母子會》
- 《李旦與鳳嬌》
- 《郎非無義》

1972年：
- 《再生緣》
- 《狀元堂》
- 《巧相逢》
- 《七世夫妻》
  - 《萬杞梁與孟姜女》
  - 《梁山伯與祝英台》
  - 《郭華郎與王月英》
  - 《王十朋與錢玉蓮》
  - 《商琳與秦雪梅》
  - 《李奎元與劉瑞蓮》
  - 《韋燕春與賈玉珍》
- 《月夜琴聲》
- 《七俠五義》

1973年：
- 《碧血情天》
- 《萬花樓》
- 《隋唐演義》
- 《楊家將》

1974年：
- 《三千金》
- 《孟麗君》

1975年：
- 《忠孝節義圖之秦雪梅與商琳》
- 《忠孝節義圖之洛神》
- 《大漢英烈傳》
- 《春江萬里情》

1979年：
- 《俠影秋霜》
- 《蓮花鐵三郎》
- 《青山綠水情》

1980年：
- 《俠骨英雄傳》
- 《薛平貴》
- 《陸文龍》
- 《龍鳳再生緣》飾 元成宗

1981年：
- 《鐵扇留香》飾 夏侯昭
- 《情海斷腸花》飾 樂親王如意
- 《鐵漢金鹰》
- 《傳奇故事》
  - 〈嫦娥與后羿〉
  - 〈精忠報國〉
  - 〈楊宗保與穆桂英〉
  - 〈蔡松坡與小鳳仙〉
  - 〈甘國寶過台灣〉
  - 〈楊乃武與小白菜〉

1982年：
- 《薛丁山》
- 《西江月》
- 《楊家將》
- 《恩怨情天》

1983年：
- 《萬花樓》
- 《虎膽義魄》
- 《洛神》
- 《薛仁貴征東》
- 《白衣童子》
- 《七俠五義》製作人，未演出

1984年：
- 《梁山伯與祝英台》
- 《狸貓換太子》飾 范仲華
- 《風流才子唐伯虎》
- 《年羹堯新傳》
- 《花月正春風》

1985年：
- 《韓信》
- 《擎劍雙驕》

1986年：
- 《薛剛》
- 《皇上難為》
- 《鐵漢柔情》
- 《孫臏下山》

1987年：
- 《狂花飄雲夢》
- 《王文英與竹廬馬》
- 《王伯東告御狀》
- 《朱洪武》

1988年：
- 《新西江月》
- 《英雄殘夢》
- 《李靖與紅拂女》
- 《薛丁山與樊梨花》

1989年：
- 《紅樓夢》
- 《泥馬渡康王》

1990年：
- 《伴鬼闖江湖》

1991年：
- 《新狄青》

1992年：
- 《巡按與大盜》
- 《乞丐与千金》【製作，未演出】

1993年：
- 《順治與康熙》

1994年：
- 《洛神》

1996年：
- 《四季紅》共四單元
  - 〈亂世情深〉
  - 〈落花盈淚〉【製作，未演出】
  - 〈苦海思親〉【製作，未演出】
  - 〈七品巧縣官〉

1997年：
- 《紅塵奇英》【製作，未演出】

2003年：
- 《君臣情深》

2019年：
- 《忠孝節義》共四單元
  - 〈萬古流芳〉
  - 〈孝感動天〉
  - 〈斷機教子〉
  - 〈路遙知馬力〉

### 電視劇
- 請問芳名（台視，1970年） 飾 紀玫智（女主角）
- 大野遊龍（台視，1980年）  飾 曹玉（單元劇形式古裝武俠劇，第28-30集客串演出，為首部參與演出的國語連續劇）

### 電影歌仔戲
- 1967年：《金榜題名》飾 王玉林
- 1969年：《賣油郎》飾 秦重
- 1980年：《鄭元和與李亞仙》飾 鄭元和
- 1981年：《陳三五娘》飾 陳三

### 舞台歌仔戲演出
- 1968：《蝴蝶杯》
- 1970：《情鎖斷腸紅》
- 1976：《孟麗君》
- 1980：《唐伯虎點秋香》
- 1981：《漁孃》
- 1982：（三月與十月兩度下鄉公演）
- 1983：（新聞局安排赴美國紐約百老匯劇場、日本東京武道館公演。 赴菲律賓馬尼拉大劇院公演）
- 1984：（全國巡迴公演兩個半月）
- 1985：（赴馬來西亞、新加坡公演）

- （為慶祝台灣光復四十周年到中興新村義演）
- 1987：（赴日本札幌劇院公演）
- 1991：《呂布與貂蟬》（首度在國家劇院公演）
- 《唐伯虎點秋香》（西雅圖、休士頓、洛杉磯、舊金山公演）
- 1992：《漁孃》（宜蘭員山公園義演）
- 1995：《雙槍陸文龍》（國家劇院）
- 2000：《台灣梁祝》（國家劇院）
- 2001：《台灣梁祝》（全國巡迴公演）

- （赴日本東京武道館和寶塚劇場以及九州博多劇院公演）
- 2007：《丹心救主》（國家劇院）
- 2012：《薛丁山與樊梨花》（臺北小巨蛋）

### 特別演出：個人電視特別節目
- 1975 台視國慶特別節目【百美圖】
- 1976 台視特別節目國語歌唱劇【三對佳偶】
- 1980 台視特別節目【萬花筒】
- 1983 台視特別節目【楊麗花的世界】

- 台視特別節目【女兒心：楊麗花的奮鬥史】
- 1984 台視特別節目【楊麗花的獻禮】
- 1986 台視特別節目國語劇【西遊記】
- 1987 台視新春特別節目【楊麗花賀新春】
- 1988 台視特別節目【楊麗花向三軍致敬】
- 1997 台視新春特別節目【迎春接福新年好】

### 個人大型活動
- 1983 《台灣電視公司楊麗花歌仔戲團答謝觀眾聯歡會》（中華體育館，台視特別節目）
- 1986 《楊麗花千萬個感謝》（中華體育館，台視特別節目，楊麗花、江吉雄製作，康弘、黃西田、洪麟、田文仲主持）
- 1987 掌聲響起：勞動節慶祝晚會（中華體育館）
- 1988 《楊麗花向三軍致敬》（金門，台視特別節目，田文仲主持）
- 1994 「關愛鄉土：疼惜我們的所在」晚會（台中市中興堂，臺灣省政府、台視、《聯合報》與《民生報》共同主辦，台視特別節目〔以《楊麗花關愛鄉土特別演出》為名播出〕，陳美鳳、澎恰恰主持）

## 電影作品
- 1967年 《雙珠記》
- 1968年 《張帝找阿珠》
- 1968年 《三鳳震武林》
- 1969年 《我恨月常圓》
- 1970年 《鬼屋麗人》
- 1972年 《返來安平港》
- 1977年 《望春風》
- 1979年 《林投姐》
- 1979年 《香火》
- 1979年 《新西廂記》
- 1979年 《真假姻緣》
- 1980年 《補破網》
- 1982年 《狀元媒》

## 唱片專輯
| 年份   | 專輯名稱                     | 唱片公司 | 曲目 |
| ------ | ---------------------------- | -------- | --- |
| 1983年 | 《楊麗花紀念專輯：快樂人生》 | 新格唱片 | 曲目 A 1. 快樂人生 2. 心酸酸 3. 夜夜為你來失眠 4. 六月茉莉 5. 春宵吟 6. 四季謠 B 1. 過五更 2. 小鎮情歌 3. 今夜又是落雨眠 4. 一支小雨傘 5. 補破網 |

## 獲獎
| 年份   | 獲提名                     | 獎項                                  | 結果 |
| ------ | -------------------------- | ------------------------------------- | ---- |
| 1985年 | 《风流才子唐伯虎》         | 第20屆金鐘獎戏剧节目传统戏曲类        | 提名 |
| 1988年 | 《王文英與竹蘆馬》         | 第23屆金鐘獎傳統戲劇節目獎(連續劇類)  | 獲獎 |
| 1988年 | 《朱洪武》                 | 第23屆金鐘獎傳統戲劇節目獎(連續劇類)  | 提名 |
| 1991年 | 《新狄青》                 | 第27屆金鐘獎 傳統戲劇節目獎(連續劇類) | 提名 |
| 1992年 |                            | 亞洲傑出藝人獎                        | 獲獎 |
| 1993年 | 《電視歌仔戲的創新與發揚》 | 第28屆金鐘獎/特別貢獻獎               | 獲獎 |
| 2002年 |                            | 台灣十大傑出女性                      | 獲獎 |
| 2003年 | 《君臣情深》               | 第38屆金鐘獎傳統戲劇節目獎            | 獲獎 |
| 2022年 |                            | 第33屆傳藝金曲獎戲曲表演類特別獎      | 獲獎 |

## 延伸閱讀
| 年份              | 書名                   | 作者                     | 出版社         | ISBN               |
| 2002年1月5日出版  | 《台灣電視風雲錄》     | 何貽謀(前台視節目部經理) | 台灣商務印書館 | ISBN 9570517352    |
| 2007年9月10日出版 | 《歌仔戲皇帝：楊麗花》 | 林美璱                   | 時報文化       | ISBN 9789571347271 |

## 外部連結
- YouTube上的楊麗花頻道
- [ https://www.imdb.com/name/nm2697720/ （页面存档备份，存于） 楊麗花在網際網路電影資料庫（IMDb）上的資料]
- 楊麗花在香港影庫上的簡介
- 楊麗花在豆瓣上的资料（简体中文）
- 楊麗花在时光网上的簡介（简体中文）